# 散失媒體

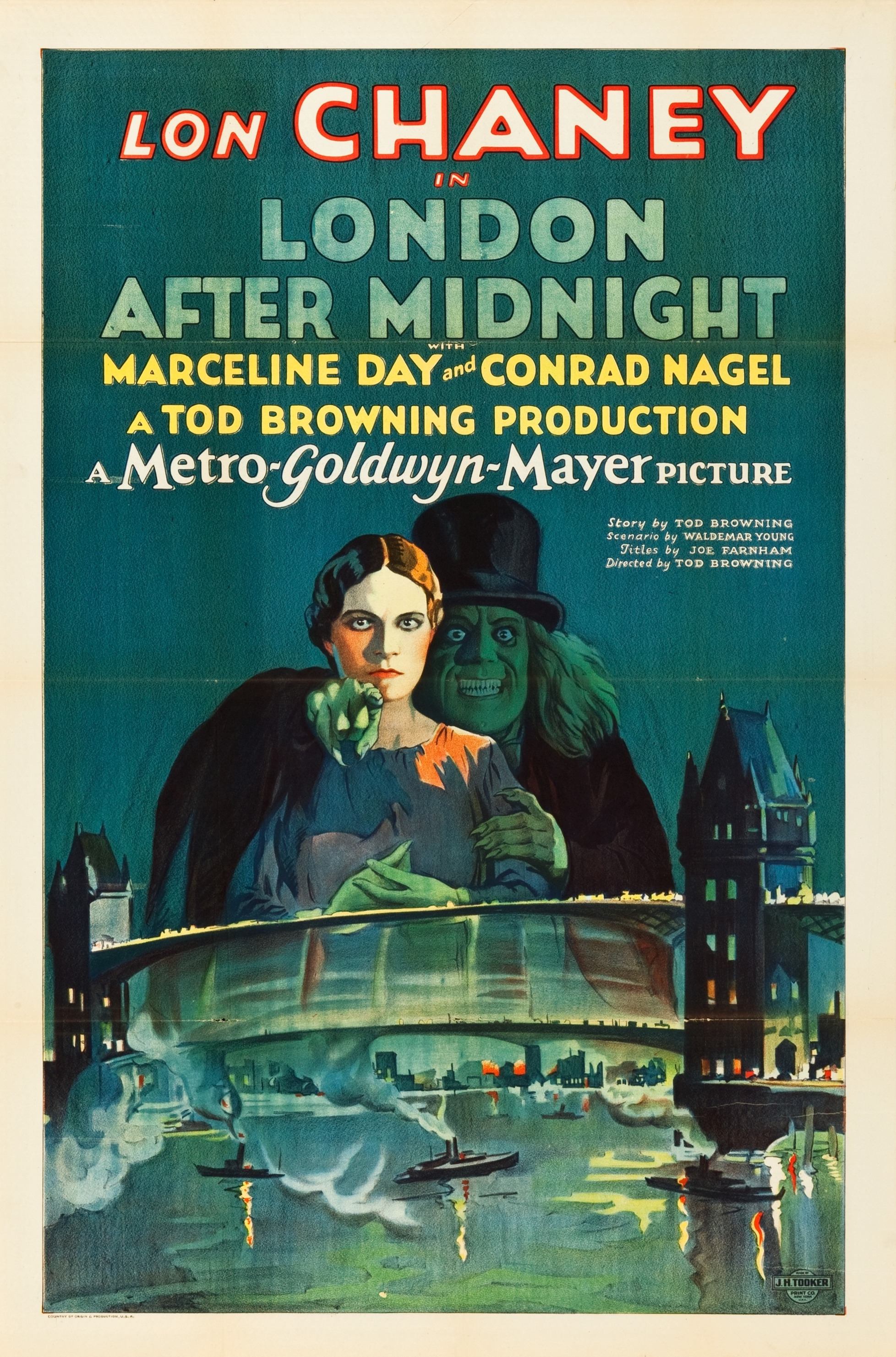
1927年电影《午夜後的倫敦》院线发行海报，该片最后一份已知拷贝毁于1965年米高梅保险库火灾，如今已成為最知名的散失电影之一

散失媒體（英語：Lost media），又稱失落媒體，是指目前公认已不再以任何形式留存或尚无法找到其拷贝的各种媒体作品。這個術語主要涵蓋视频、音频与其他视听媒体，如电影、剧集、电视和广播节目、乐曲以及電子遊戲。
隨著網際網路的普及，「散失媒體」一詞逐漸被用來指代那些無法在線獲取的作品。特別是早期的電視和廣播節目，由於使用磁帶錄製並經常被覆錄，許多這類節目已經遺失。儘管有些媒體仍然存在，但它們的收藏往往只限於美國國會圖書館或某些私人收藏，並且不易公開查閱。此外，各種媒體形式都具有隨時間自然劣化的特性，例如电影胶片、磁帶、留聲機唱片、光碟（如CD和DVD）以及儲存在硬碟上的數據。如果未妥善保存，這些媒體的壽命將進一步縮短。為了避免媒體遺失，通常會透過存放於檔案館等手段進行保存工作。
自2012年由丹尼爾·威爾森創立的「散失媒體維基」以來，該平台致力於搜索散失的媒體作品，除未播出的電視節目外，還包括廣告、音樂、書籍和電子遊戲等內容。為了防止更多作品的丟失，許多保存工作正在進行，例如將資料存入檔案館。

## 類別

### 電影
散失電影通常是指未有保存任何母帶的電影，許多電影母帶由於磁帶保存的特性，加上行業中「覆寫」的慣例，導致大量內容遺失。同時電影公司也經常銷毀原始的硝酸膠片，因為這些素材在商業價值耗盡後，通常被視為短暫且不具歷史價值。
美國製作的無聲電影已被認定為失傳。根據美國國會圖書館2013年的報告，70%的美國無聲電影完全消失，無任何副本存世，這些清單共有3,500部電影。

### 電視節目
散失媒體主要指早期無法在工作室或私人檔案中找到的電視節目，這通常是因為故意銷毀或忽視保存所致。

### 音樂
美國國會圖書館估計，從19世紀末到20世紀初的早期音樂錄音中，已有大量作品遺失。例如，北美留聲機公司於1889年至1894年間製作的超過3000個留聲機圓筒錄音中，僅有2%被納入國家錄音保存委員會的音檔資料庫（截至2024年）。
此外，與失落音樂相關的一個概念是「失落音浪」。這是一個網路上創造的術語，用於描述那些雖仍有錄音存在，但其作者或來源幾乎無法考證的音樂作品。例如，《Subways of Your Mind》和《Ulterior Motives》這些作品自2010年代末以來，成為網路上群眾協作研究的重點對象。

### 電子遊戲
電子遊戲，特別是數位下載版，常因數位商店關閉而失去存取權。例如，Wii商店频道、V Cast Network，以及Wii U和任天堂3DS上的Nintendo eShop，均有遊戲因商店關閉而無法再次下載。著名的《P.T.》遊戲預告從PlayStation Network下架一年內便無法重新下載。此外，《Dodge Club Party》和《Dodge Club Pocket》這兩款Wii U和3DS遊戲，分別於2019年和2022年從Nintendo eShop下架，並因非任天堂可控的因素而無法公開取得。
根據電子遊戲歷史基金會的數據，美國2010年前發行的電子遊戲有87%已停產，僅能通過灰色市場或盜版取得。許多這類遊戲面臨散失風險，甚至已完全消失。一些遊戲愛好者認為，遊戲出版商有責任確保遊戲持續可供玩家取得，以尊重原創設計者和玩家的心血與熱愛。如果出版商未履行這項責任，消費者在無法通過合法途徑購買的情況下，轉向盜版成為其唯一選擇，甚至被認為在道德上是合理的。換言之，他們主張，如果出版商希望從銷售中獲利，就必須確保遊戲仍可購買。
為保留電子遊戲歷史，包括電子遊戲歷史基金會與個人愛好者在內的媒體保存者們，致力於避免這些遊戲因各種因素（例如存儲介質劣化、數位商店關閉或授權與財務問題）而被時代遺忘。他們認為遊戲不僅具有文化與歷史價值，還能作為教育素材，幫助未來學習（如通過模仿經典遊戲學習程式設計或了解過去的生活方式），同時也承載了玩家的情感與懷舊回憶。

### 電子數據
儲存在電子設備中的數據，如果未定期轉換成更新的檔案格式，可能因舊系統損壞或淘汰而無法存取。隨著新系統與技術的發展，舊有硬體逐漸失效，導致數據依賴原始硬體才能解碼的情況。除非能提供相應的仿真器進行保存，否則數據可能因硬體失效而永久遺失。不過，在某些情況下，透過長期的逆向工程，有機會重新理解原始系統並成功復原數據。
為了減少數據遺失的風險，北极世界档案馆提供保存GitHub上的代碼，還存儲了來自各國和企業的資料，如巴西和挪威的憲法等。

### 網路媒體
網路上的媒體（如直播與部落格文章）尤為脆弱，可能因網站關閉、創作者刪除或從未被存檔而遺失。僅在串流媒体發行、未有實體版本的媒體，也面臨因母公司政策改變而無法合法存取的風險，最終成為法律意義上的失落媒體。
电子前哨基金会指出，這種現象創造了一種類型全新的失落媒體，而其保存往往仰賴個人備份，這些行為可能面臨嚴厲的法律責任，儘管創作者或公司對此態度不一。

## 另見
- 档案学
- 數據考古學（英语：Data_archaeology）
- 媒體考古學（英语：Media_archaeology）
- 資料保存（英语：Data_preservation）
- 數位保存（英语：Digital_preservation）
- 未出版書籍列表（英语：List_of_unpublished_books）
- 散失藝術（英语：Lost_artworks）
- 散失文學（英语：Lost_literary_work）
- 孤兒作品

### 書籍
- Hansen, Kathleen A.; Paul, Nora. . Lanham, UK: Rowman & Littlefield. 2017. ISBN 978-1-4422-6712-1. OCLC 961007777.